# باتريك لو
باتريك لو (بالإسبانية: Patrick Low)‏ هو اقتصادي مكسيكي، ولد في 1949.